# Orrville, Ohio
Orrville là một thành phố thuộc quận Wayne, tiểu bang Ohio, Hoa Kỳ. Năm 2010, dân số của thành phố này là 8380 người.

## Dân số
- Dân số năm 2000: 8551 người.
- Dân số năm 2010: 8380 người.